# Ernest Rogez
Pour les articles homonymes, voir Rogez.
Ernest Rogez, né le 16 mars 1908 à Tourcoing (Nord) et mort le 24 mars 1986 à Armentières (Nord), est un joueur de water-polo français.

## Biographie
Ernest Rogez est licencié aux Enfants de Neptune de Tourcoing.
Il fait partie de l'équipe de France de water-polo masculin médaillée de bronze olympique aux Jeux olympiques d'été de 1928 se tenant à Amsterdam. Il y joue un match de la poule pour la troisième place contre les Argentins.